# Mario Vušković
Mario Vušković (Split, 16 november 2001) is een Kroatisch voetballer die doorgaans speelt als centrale verdediger. In juli 2022 verruilde hij Hajduk Split voor Hamburger SV. Vanwege een positieve dopingtest werd hij tot november 2026 geschorst.

## Clubcarrière
Vušković speelde in de jeugd van RNK Split en stapte in 2016 over naar de opleiding van Hajduk Split. Bij deze club maakte hij in het begin van het seizoen 2019/20 zijn debuut in het eerste elftal. Op 18 augustus 2019 speelde Vušković voor het eerst mee, tijdens een competitiewedstrijd tegen NK Gorica. Door twee doelpunten van Jairo en eentje van Josip Juranović won Hajduk het duel met 3–0. Vušković moest van coach Damir Burić op de reservebank beginnen en hij viel acht minuten voor tijd in voor Ardian Ismajli. Zijn eerste doelpunt maakte de verdediger in de negenentwintigste speelronde van de competitie, op 16 juni 2020 in het eigen Poljudstadion tegen NK Varaždin. Namens die club hadden Domagoj Drožđek (tweemaal) en Petar Mamić gescoord voor de rust. Vier minuten na de pauze maakte Vušković een doelpunt namens Hajduk, dat later ook nog Mijo Caktaš zag scoren. Uiteindelijk verloor Hajduk met 2–3.
In de zomer van 2021 huurde Hamburger SV de Kroaat voor twee seizoenen met een optie tot koop. In maart 2022 werd deze optie gelicht en kwam Vušković tot medio 2025 vast te liggen bij de Duitse club. Vušković werd in augustus 2024 voor vier jaar geschorst vanwege een positieve dopingtest, al had hij al een deel van zijn straf uitgezeten. Hierdoor moet hij tot november 2026 toekijken. Ondanks de schorsing kreeg hij een nieuw contract van HSV.

## Clubstatistieken
| Seizoen | Club           | Competitie    | Competitie | Competitie | Beker | Beker | Internationaal | Internationaal | Totaal | Totaal |
| Seizoen | Club           | Competitie    | Wed.       | Dlp.       | Wed.  | Dlp.  | Wed.           | Dlp.           | Wed.   | Dlp.   |
| ------- | -------------- | ------------- | ---------- | ---------- | ----- | ----- | -------------- | -------------- | ------ | ------ |
| 2019/20 | Hajduk Split   | 1. HNL        | 10         | 1          | 1     | 0     | 0              | 0              | 11     | 1      |
| 2020/21 | Hajduk Split   | 1. HNL        | 29         | 2          | 2     | 0     | 2              | 0              | 33     | 2      |
| 2021/22 | Hajduk Split   | 1. HNL        | 3          | 0          | 0     | 0     | 1              | 0              | 4      | 0      |
| 2021/22 | → Hamburger SV | 2. Bundesliga | 24         | 1          | 5     | 0     | —              | —              | 29     | 1      |
| 2022/23 | Hamburger SV   | 2. Bundesliga | 16         | 2          | 2     | 0     | —              | —              | 18     | 2      |
| Totaal  | Totaal         | Totaal        | 82         | 6          | 10    | 0     | 3              | 0              | 95     | 6      |

Bijgewerkt op 17 september 2024.